# Acta Philosophica Fennica
Acta Philosophica Fennica est une revue universitaire, publiée par la Société philosophique de Finlande. Le journal a été créé en 1935. De 1968 à 1981, il a été distribué par North-Holland Publishing (Amsterdam, maintenant Elsevier), et depuis 1981 par la Librairie Académique (Helsinki). L'Acta Philosophica Fennica couvre tous les domaines de la philosophie. À l'origine, le journal était publié en allemand, mais aujourd'hui, les articles sont en anglais.
Le rédacteur en chef actuel est Ilkka Niiniluoto (Université d'Helsinki).